# Grande Studio
Il Grande studio (cinese tradizionale: 大學; cinese semplificato: 大学; pinyin: Dà Xué) è il primo dei Quattro libri che furono scelti da Zhu Xi, sotto la dinastia Song come testi base del confucianesimo. Originariamente, era un capitolo del Libro dei riti.
Il libro è formato da un testo principale, attribuito a Confucio e da nove capitoli di commenti di Zengzi, uno dei discepoli di Confucio. La sua importanza è spiegata dall'introduzione di Zeng Zi a questo che egli considera la via di accesso alla conoscenza.
Alcuni concetti del libro fanno parte del pensiero politico cinese, sia classico che moderno. Per esempio, il concetto di pace o armonia universale è stato uno degli obiettivi della politica cinese, dalla dinastia Zhou al Kuomintang al Partito Comunista Cinese, così come uno dei punti centrali del pensiero di filosofi come Tan Sitong e Liang Qichao.
Il Grande Studio è importante perché espone molti temi della filosofia e del pensiero politico di Confucio, ed ha quindi avuto molta influenza sul pensiero cinese, classico e moderno. Il testo collega la crescita individuale a fini più alti, come la pace del mondo, come collega fra loro la dimensione spirituale e materiale. Inoltre, definendo il cammino dell'apprendimento (dao) in termini politici e sociali, il Grande Studio collega la dimensione spirituale alla pratica e presenta una visione del dao radicalmente diversa da quella contemplata dal taoismo. In particolare, il Grande Studio individua nel pensiero confuciano una tensione rivolta più al mondo presente che non a visioni trascendentali.

## La ricerca della conoscenza
Il testo recita:
La via del grande studio comporta: 
la manifestazione della virtù,
il rinnovamento delle persone,
la ricerca del bene più alto.
大學之道在明明德，在親民，在止於至善
 
Sappi dove fermarti e avrai allora uno scopo fisso.
Fissalo e potrai allora rasserenarti. Rasserenati e potrai
allora calmarti. Calmati e potrai allora riflettere.
Rifletti e potrai allora raggiungere [lo scopo].
知止而後有定定而後能靜
靜而後能安
安而後能慮慮而後能得.
Le cose hanno radici e rami; le imprese
hanno sia un termine sia un’origine. Sappi
ciò che viene prima e ciò che viene dopo e
ti avvicinerai alla Via.
物有本末
事有終始
知所先後
則近道矣
Gli antichi che volevano illustrare la virtù industriosa nel mondo
si occuparono prima di mettere ordine nello stato.
古之欲明明德於天下者，先治其國
Desiderando mettere ordine nei loro stati, essi prima misero ordine nelle loro famiglie.
欲治其國者，先齊其家
Desiderando mettere ordine nelle loro famiglie, essi prima si occuparono della loro crescita personale.
欲齊其家者，先修齊身
Desiderando migliorare loro stessi, essi prima corressero i loro cuori.
欲修齊身者，先正其心
Desiderando correggere i loro cuori, essi prima si impegnarono ad avere una mente sincera.
欲正其心者，先誠其意
Desiderando avere una mente sincera, essi prima cercarono di ampliare il più possibile le loro conoscenze.
欲誠其意者，先致其知
Per raggiungere la conoscenza, investigarono il principio delle cose.致知在格物
 
Avendo investigato il principio delle cose, la loro conoscenza divenne completa.
物格而後知至
Quando la loro conoscenza fu completa, la loro mente divenne sincera.
知至而後意誠
Quando la loro mente fu sincera, i loro cuori furono corretti.
意誠而後心正
Quando i loro cuori furono corretti, le loro persone migliorarono.
心正而後身修
Quando le loro persone furono migliorate, le loro famiglie vissero in armonia.
身修而後家齊
Quando le loro famiglie vissero in armonia, i loro stati furono ben governati.
家齊而後國治
Quando i loro stati furono ben governati, il mondo intero visse in armonia.
國治而後天下平
 
Dal Figlio del Cielo fino alla massa del popolo, tutti devono
considerare la crescita personale come la radice di tutto.
È impossibile che i rami siano in ordine (se) la radice è in
disordine
自天子以至於庶人，壹是皆以修身為本 其本亂而末治者 否矣.
Non si è mai verificato che
ciò che è importante sia trattato come se fosse
non importante
e
ciò che non è importante sia trattato come se
fosse importante.
其所厚者薄
而
其所薄者厚
未之有也